# Palazzo della Zecca
Il palazzo della Zecca è un palazzo monumentale di Napoli, ubicato in via Sant'Arcangelo a Baiano.
Fu eretto nel XIII secolo ed ospitava la zecca reale; nel 1681 venne ampliato e circa cento anni dopo venne realizzato il nuovo braccio occidentale. Durante il risanamento della città, con il taglio del Rettifilo, il palazzo fu dotato di un prospetto anche sulla nuova arteria.
La facciata principale è quella che ha maggiormente conservato l'originaria architettura della fabbrica: essa è poggiata su un basamento in cui si apre il portale con bugne e dal quale si accede al vestibolo con lacunari. Da qui si passa al cortile, articolato in due ordini di aperture sovrapposte. Il lato occidentale si caratterizza dalla sequenza di arcate sovrapposte che inquadrano cornici in piperno. Sullo sfondo, di fronte alla volta con lacunari del vestibolo, c'è un portale riccamente decorato del XIX secolo.

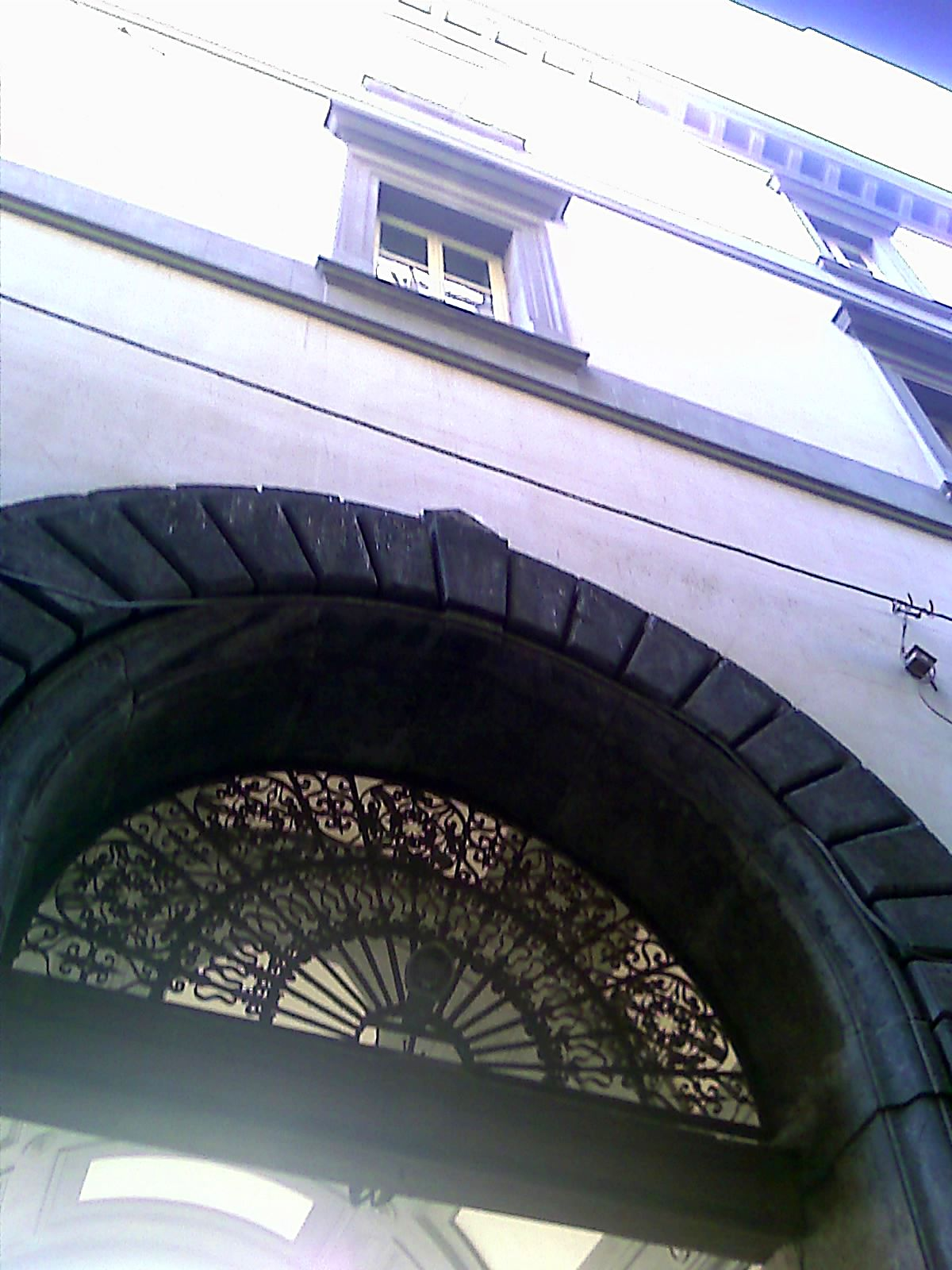
Scorcio della facciata